# Bethanie Mattek-Sands
Bethanie Mattek-Sands, född den 23 mars 1985 i Rochester, Minnesota, är en amerikansk tennisspelare.
Hon tog OS-guld i mixeddubbel i samband med de olympiska tennisturneringarna 2016 i Rio de Janeiro.. Hon har nio Grand Slam-vinster, fem i dubbel och fyra i mixed dubbel, den senaste 2019 tillsammans med Jamie Murray i US Open. Hon är (februari 2020) rankad som nr 20 i dubbel; hon var rankad etta den 9 januari 2017.